# Gil Santos
Pour les articles homonymes, voir Santos.
Gilbert Santos, dit Gil Santos, né le 9 avril 1938 à Acushnet dans le Massachusetts et mort le 19 avril 2018 à Raynham dans le Massachusetts), est un commentateur sportif américain connu pour son travail comme commentateur des rencontres des Patriots de la Nouvelle-Angleterre.

## Biographie
Gil Santos commence sa carrière de commentateur sportif des rencontres des Patriots de la Nouvelle-Angleterre en 1966 pour la radio WBZ. Après le déménagement de l'équipe à Foxborough en 1971, il s'occupe de faire les commentaires jeu-par-jeu de la radio. La radio perd les droits dans les années 1980 avant de les retrouver en 1991. Lorsqu'il prend sa retraite en 2009, il a commenté 734 rencontres des Patriots en 36 saisons. Il meurt en 2018 le jour de ses 80 ans,.